# Astragalus debequaeus
Astragalus debequaeus är en ärtväxtart som beskrevs av Stanley Larson Welsh. Astragalus debequaeus ingår i släktet vedlar, och familjen ärtväxter. Inga underarter finns listade i Catalogue of Life.